# NGC 6620
NGC 6620 est une nébuleuse planétaire située dans la constellation du Sagittaire. NGC 6620 a été découverte par l'astronome américain Edward Charles Pickering en 1882.

## Observation
Avec une magnitude visuelle apparente de 12,7, on doit utiliser un télescope dont l'ouverture est d'au moins 250 mm pour l'observer. Comme plusieurs nébuleuses planétaires découvertes par Pickering et Copeland, NGC 7009 est difficilement discernable d'une étoile ordinaire, sauf si on utilise des filtres. Une comparaison clignotante dans laquelle un filtre bloque la lumière qui n'est pas émise par le nuage gazeux de la nébuleuse est le moyen le plus adéquat pour trouver la source lumineuse qui est une nébuleuse. 

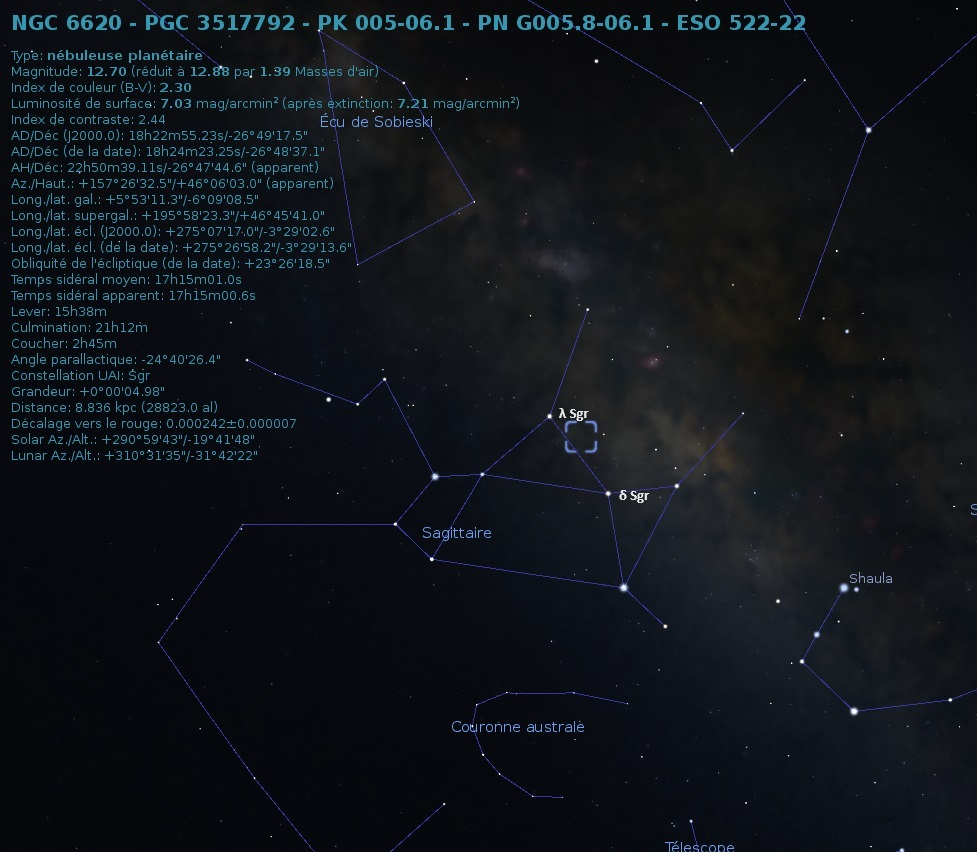
Emplacement de NGC 6620 dans la constellation du Sagittaire.

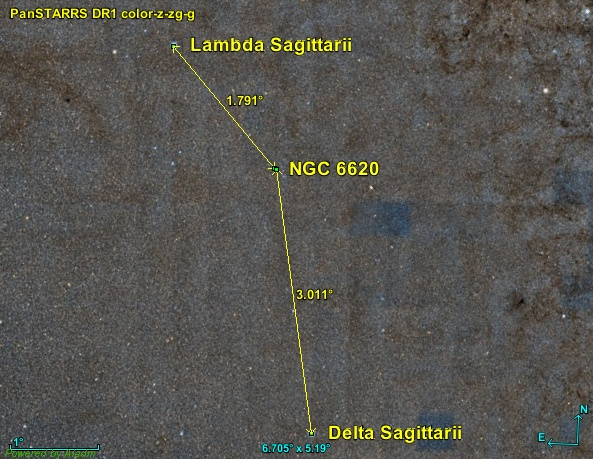
Position de NGC 6620 par rapport à deux étoiles de la constellation du Sagittaire.

La nébuleuse NGC 6620 est située à environ 1,8 degré au sud-ouest de Lambda Sagittarii et à environ 3,0 degrés au nord-est de Delta Sagittarii.

## Caractéristiques

### Distance, taille et vitesse
Deux distances très semblables sont aussi indiquées sur la base de données Simbad : 8,938 ± 1,788 kpc (∼29 200 al) et environ 8 836 pc (∼28 800 al).
La taille apparente de la nébuleuse est de 0,13 minutes d'arc, ce qui, compte tenu de la distance et grâce à un calcul simple, équivaut à une taille réelle de 1,10 ± 0,22 al.
Deux valeurs identiques de la vitesse sont indiquées sur Simbad, soit 72,6 ± 2,0 km/s,.